# Saelices
Pour les articles homonymes, voir Saelices (homonymie).
Saelices est une municipalité espagnole de la province de Cuenca, dans la région autonome de Castille-La Manche. Cette ville est située sur le site archéologique de l'ancienne ville romaine de Segóbriga.

## Toponymie
L'origine du nom de Saelices provient probablement du latin Ecclesia Sancti Felicis (église de saint Félix), d'où dériverait Sanfelices, Sahelices et finalement Saelices, son nom actuel.

## Histoire
Bien qu'il y ait peu de données sur ce sujet, la fondation de Saelices peut être établie lors du repeuplement postérieur à la Reconquista et menée par l'Ordre de Santiago sur les terres du Prieuré d'Uclés auquel cette dernière appartenait au Moyen Âge. La proximité de la source appelée Fuente Lamar, d'où provenait l'aqueduc qui fournissait l'eau à la ville romaine de Segóbriga et qui est abandonné après l'invasion musulmane. C'est le motif probable qui a amené à la fondation de Saelices au lieu de repeupler Segóbriga.

## Population et société

### Manifestations culturelles et festivités

#### Virgen de los Remedios
C'est la fête la plus populaire de Saelices. Elle est célébrée le dernier week-end de mai, précédée par une neuvaine à l'église.
Le samedi est connu comme le Día del Cerro. Ce jour-là, le matin, après la Misa de salida l'image de la Vierge de Los Remedios  est sortie de l'église précédé par sa « danse », constituée de serranas et de danseurs, avec de la musique de dulzainas et de timbals.
À l'arrivée aux limites de la ville, l'image avec ses dévots part en pèlerinage au sanctuaire situé à environ trois kilomètres à Cerro Cabeza de Griego. C'est un lieu qui se situe dans les ruines de Segóbriga, lieu où le pèlerinage prend son nom.
Au pied de la colline, la danse recommence pour accompagner la Vierge depuis l'ancien cardo romain (rue principale de l'ancienne cité) jusqu'à l'ermitage situé sur les hauteurs, près de l'hypocauste des thermes. Dans l'ermitage est célébrée la grande messe et l'image de la Vierge de los Remedios jusqu'au soir, quand les danseurs et les musiciens de dulzainas et de timbals jouent les salves (des poésies composées par eux-mêmes en reconnaissance à la Vierge).

#### Cristo del Amparo
C'est le saint patron principal du village. La fête est célébrée entre le 14 et 15 septembre avec une série d'événements religieux (messes et diverses processions). Il s'agit d'une fête plus solennelle que celle de mai, mais elle bénéficie d'une fréquentation plus importante.